# The Interpublic Group of Companies
The Interpublic Group of Companies, Inc. (IPG) (NYSE: IPG) er en amerikansk markedsførings- og reklamevirksomhed. Virksomheden består af fem primære netværk: FCB, IPG Mediabrands, McCann Worldgroup, MullenLowe Group og Marketing Specialists. I 2018 havde de 54.000 ansatte og en omsætning på 9,7 mia. USD.
IPG blev etableret 2. oktober 1930 i New York City som McCann-Erickson, da H.K. McCann Co. (etableret i 1911) og Erickson Co. (etableret i 1902) fusionerede.